# Lissahora

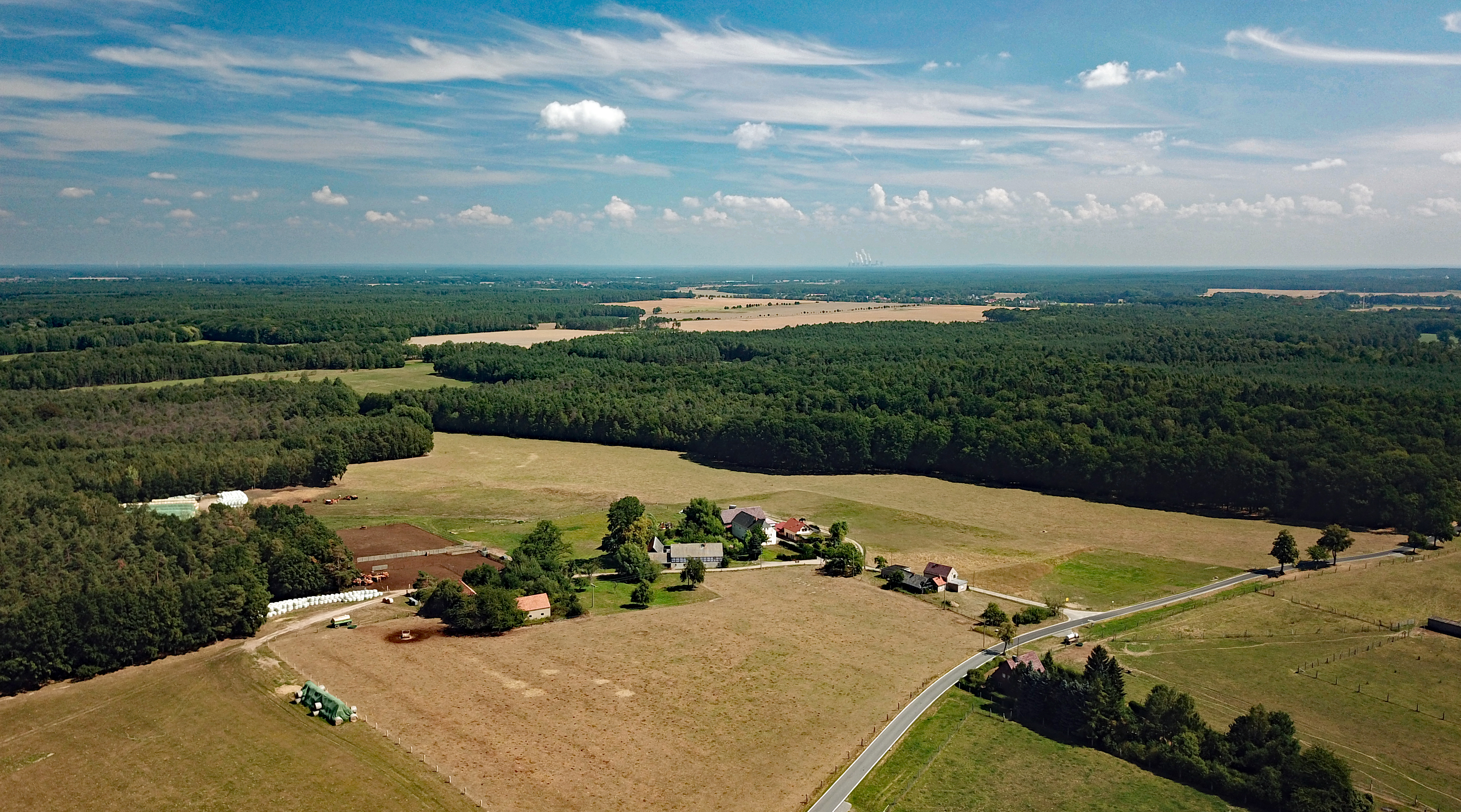
Luftbild von Lissahora

Lissahora, obersorbisch Liša Horaⓘ, ist ein Ortsteil der Gemeinde Neschwitz im Landkreis Bautzen in Sachsen. Der Ort liegt in der Oberlausitz und zählt zum amtlichen sorbischen Siedlungsgebiet. Mit lediglich 3 Einwohnern ist Lissahora der kleinste Ortsteil der Gemeinde Neschwitz.

## Geografie
Lissahora liegt etwa 17 Kilometer nordwestlich der Großen Kreisstadt Bautzen im Oberlausitzer Gefilde. Umliegende Ortschaften sind Caßlau im Norden, Lomske im Osten, die Gemeinde Puschwitz im Südosten, deren Ortsteil Jeßnitz im Süden sowie Doberschütz im Westen.
Südlich verläuft die Kreisstraße 7284 von Neschwitz nach Crostwitz an Lissahora vorbei. Das Dorf liegt in der Gemarkung von Lomske.

## Geschichte

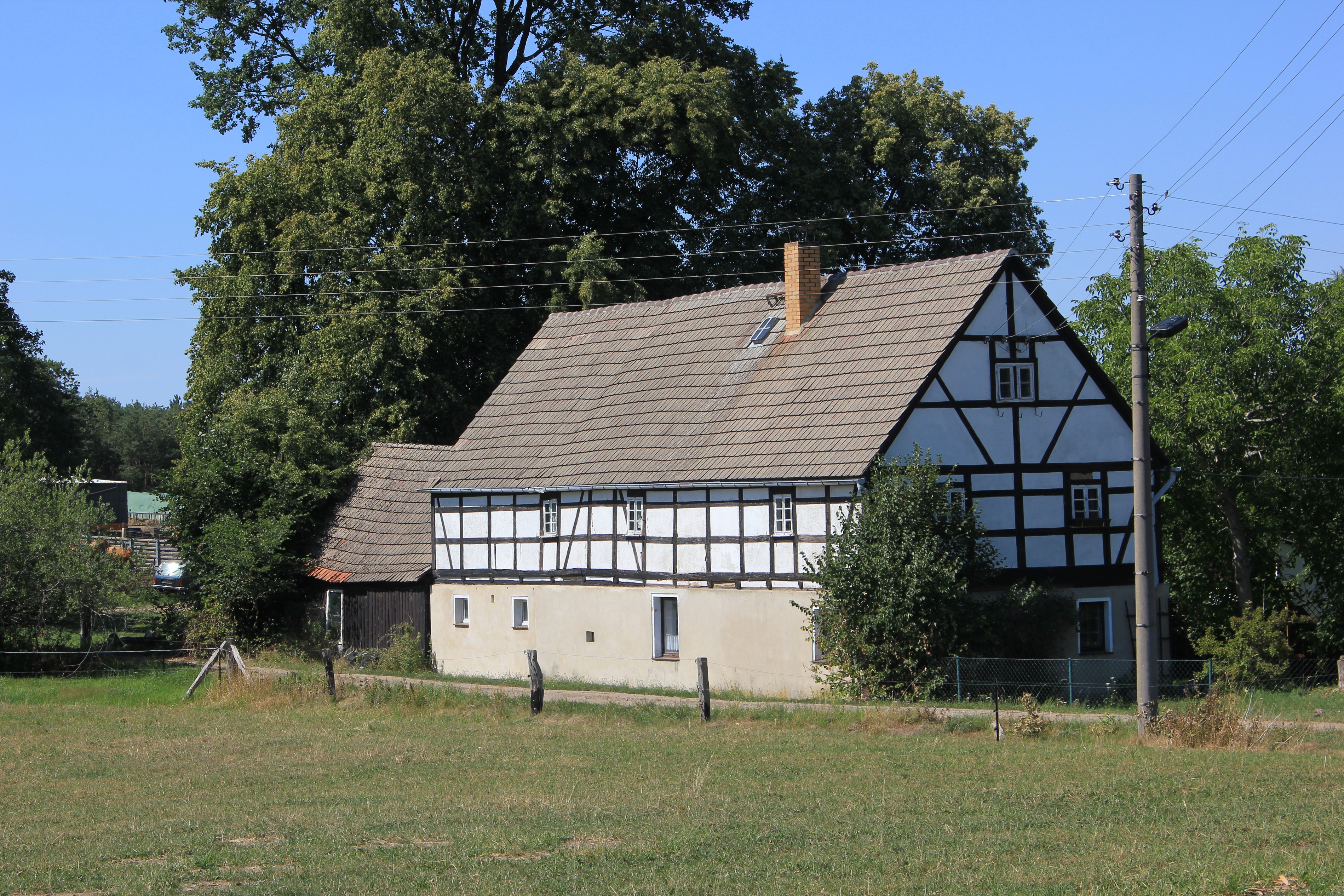
Kulturdenkmal Lissahora Nr. 2

Der Ort wurde erstmals 1572 als Lyssehar urkundlich erwähnt. Der aus dem Sorbischen stammende Ortsname bedeutet so viel wie „Fuchsberg“ und änderte sich in der Folge von Lißkahare (1634) über Lißaharo (1722) zu Lißehare im Jahr 1768. Unter nationalsozialistischer Herrschaft hieß der Ort zwischenzeitlich Hohwald.
Laut amtlicher sächsischer Volkszählung 1875 hatte Lissahora damals 23 Einwohner, die ausnahmslos Sorben waren.
Lissahora gehörte zur Gemeinde Lomske und wurde am 1. April 1936 als Teil dieser nach Neschwitz eingemeindet. Als Teil der Gemeinde lag Lissahora ab dem 25. Juli 1952 im damals neu gebildeten Kreis Bautzen. Nach der Wende wurde Lissahora am 1. August 1994 dem alten Landkreis Bautzen zugeordnet, seit der Kreisreform in Sachsen vom 1. August 2008 gehört Lissahora zum Landkreis Bautzen.
Lissahora gehört seit dem 16. Jahrhundert zur Kirchengemeinde Neschwitz.

## Kulturdenkmale
Ein Wohnstallhaus und zwei Seitengebäude in Reihe des Bauernhofes Lissahora 2 (1842) steht als Kulturdenkmal unter Schutz. Das ebenfalls denkmalgeschützte Scharfrichterhaus Lissahora 4 (1792) war seit den 1970er Jahren unbewohnt und verfiel zusehends. 2020 wurde es abgebaut und 2021 neben der Bockwindmühle auf dem Totenberg zwischen Luga und Quoos neu errichtet.